# Palazzo Malipiero Trevisan
Palazzo Malipiero-Trevisan è un palazzo di Venezia, ubicato nel sestiere di Castello, sul lato sudorientale di campo Santa Maria Formosa e diviso da questo dal rio di Santa Maria Formosa (l'ingresso avviene attraverso un ponticello privato). Nonostante la vicinanza con la chiesa di Santa Maria Formosa, la sua collocazione storica è individuabile nella parrocchia di San Zaccaria.

## Storia
Fu dimora dei Malipiero fino alla fine del Quattrocento quando passò, per via matrimoniale, ai Trevisan. Forse in questa occasione venne ricostruito nelle forme attuali; il progetto fu a lungo attribuito, senza prove certe, a Sante Lombardo il quale, più probabilmente, si occupò solo di terminarne la decorazione. 
Con il tempo fu diviso in più proprietà, dove abitarono, oltre agli stessi Trevisan, i Diedo, i Bembo, gli Zen, ospitando anche la nota stamperia Fracasso. Attualmente è ancora suddiviso in più appartamenti.

## Descrizione

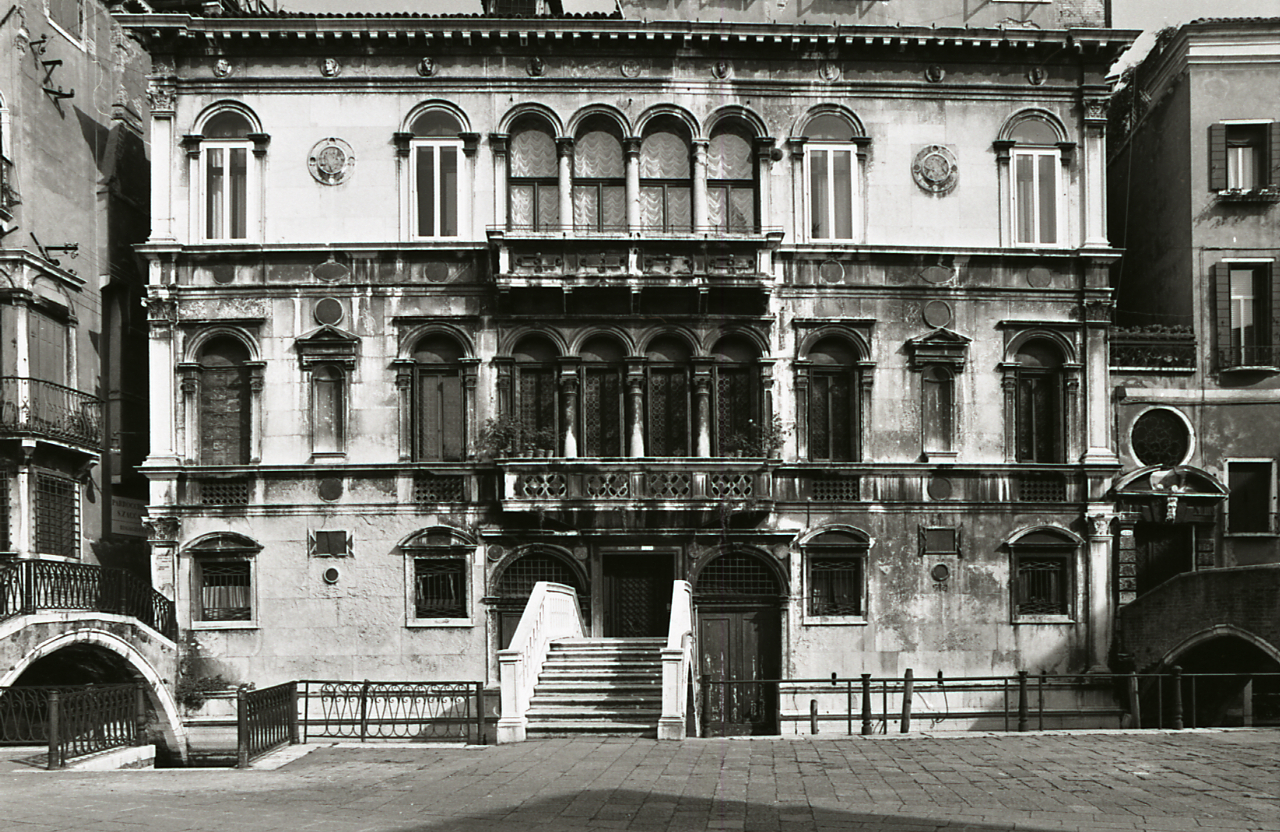
La facciata del palazzo nel 1977 in una foto di Paolo Monti

L'impostazione della facciata simmetrica, la quale conserva ancora l'originale copertura in pietra d'Istria, è tipicamente rinascimentale.
L'edificio consta di tre piani, il piano terra con, centralmente, due portali a tutto sesto sul rio e due piani nobili con la stessa impostazione, con al centro una quadrifora con parapetti scolpiti e, ai, lati due monofore a tutto sesto.
Ad abbellire e regolare le parti della facciata, vi sono nicchie e patere, queste ultime richiamanti il gusto gotico-bizantino tipico del vicino Palazzo Vitturi.
All'interno, al secondo piano, ci sono degli affreschi del XVIII secolo, ancora in buono stato di conservazione.